# Stilleite
La stilleite è un minerale.